# Sonja Brentjes
Sonja Brentjes, née en 1951, est une mathématicienne, orientaliste et historienne des mathématiques allemande. Membre de l’Institut Max-Planck d'histoire des sciences,, elle est spécialiste de l’histoire des mathématiques, notamment l'étude des institutions, cartes, traductions, manuscrits mathématiques et des sciences dans les arts au sein des sociétés arabes entre les années 800 et 1700 de l'ère commune.

## Formation et carrière
Elle est la fille de l'archéologue et orientaliste allemand Burchard Brentjes (de) (1929-2012) et de l'islamologue allemande Helga Wilke Brentjes.
Elle étudie à l'université technique de Dresde (1969-1973), puis à l'université de Leipzig (1973-1976) et à l'université Martin-Luther de Halle-Wittemberg (1978-1982).
Elle travaille à l'université de Leipzig (1976-1997), l'Institut Max-Planck d'histoire des sciences (1996-1999), l'université Goethe de Francfort-sur-le-Main (1999-2002), l'université d'Oklahoma (2002-2003), l'université Aga Khan (2004-2007), l'université Louis-et-Maximilien de Munich (2007) et le Département de philosophie, logique et philosophie des sciences de l'université de Séville (2008-2012).
Depuis 2012, elle est retournée à l'Institut Max-Planck d'histoire des sciences.

## Publications
- Travellers from Europe in the Ottoman and Safavid empires, 16th-17th centuries - seeking, transforming, discarding knowledge, 1 vol. (préface puis 320 pages). Farnham : Ashgate/Variorum. - Notes bibliogr. Recueil d'articles publiés entre 1999 et 2010.
- Avec Burchard Brentjes : Ibn Sina (Avicenna) - der fürstliche Meister aus Buchara, 100 p., Leipzig : B.G. Teubner , 1979.
- Avec Peter Schreiber : Euklid, 159 p., Leipzig : B. G. Teubner, 1987.
- (éd)Teaching and learning the sciencies in Islamicate societies (800-1700) (2018)[3].
- Globalization of knowledge in the post-antique Mediterranean, 700-1500 (2016).
- Brentjes, Sonja: Historiographie der Mathematik im Islamischen Mittelalter. Arch. int. Hist. Sci. 42 (1992), 27-63.
- Geschichte der Naturwissenschaften (1983).
- Sonja Brentjes : "Reviewed work(s): Encyclopedia of the History of Arabic Science by Roshdi Rashed". Technology and Culture (en). Vol. 40, No. 2 (Apr., 1999), pp. 399-401.
- Contributions à The Biographical Encyclopedia of Astronomers, Thomas Hockey et al. (eds.) , Springer Reference. New York: Springer, 2007.
  - «Khwārizmī: Muḥammad ibn Mūsā al‐Khwārizmī», p. 631-633.
  - «Ḥajjāj ibn Yūsuf ibn Maṭar», p. 460-461.
  - « Hārūn al-Rashīd », DOI: 10.1007/978-1-4419-9917-7_586, pp.915-915.
- (en) Sonja Brentjes, « Islamic mathematical astronomy: By D. A. King. Collected Studies Series, CS 231. London (Variorum Reprints). 1986. 342 pp », Historia Mathematica, vol. 16, no 3,‎ 1989, p. 295 (DOI 10.1016/0315-0860(89)90030-X).
- Sonja Brentjes, « Arab Countries, Turkey, and Iran », dans Joseph W. Dauben et Christoph J. Scriba, Writing the History of Mathematics, 2002, I, Countries.
- Steve Livesey & Sonja Brentjes, « Sciences in the Medieval Christian and Islamic Worlds », in: I. R. Morus, The Oxford Illustrated History of Science, 2017. 72-107, 412-413.
- Sonja Brentjes & Robert Morrison, « Sciences in Islamic societies (750-1800) », in: The New Cambridge History of Islam, vol. IV, ed. by R. Irwin, Cambridge, 2010, 564-639.
- Sonja Brentjes, « Between doubts and certainties: on the place of history of science in Islamic societies within the field of history of science », NTM Zeitschrift für Geschichte der Wissenschaften, Technik und Medizin, Springer, vol. 11, no 2,‎ juin 2003, p. 65–79 (ISSN 1420-9144, DOI 10.1007/BF02908588).
- (en) Sonja Brentjes, « Algebra », Encyclopaedia of Islam, THREE,‎ 1er juin 2007 (lire en ligne).
- Sonja Brentjes et Volkmar Schüller, « PIETRO DELLA VALLE'S LATIN GEOGRAPHY OFSAFAVID IRAN (1624-1628) », Journal of Early Modern History, vol. 10, no 3,‎ 2006, p. 169–219 (DOI 10.1163/157006506778234162, lire en ligne, consulté le 17 avril 2014).